# Societas Hagana pro vindicanda religione christiana
Societas Hagana pro vindicanda religione christiana (Haskie Towarzystwo Obrony Religii Chrześcijańskiej) – stowarzyszenie założone 19 października 1785 roku w Hadze przez grupę holenderskich duchownych protestanckich. Towarzystwo ogłaszało zadania konkursowe na tematy związane z religioznawstwem, teologią chrześcijańską i życiem kościelnym. Następnie przyznawało nagrodę za najlepsze prace w tych dziedzinach. Nagrodzone prace były publikowane. Prace można było zgłaszać w języku holenderskim, łacińskim, niemieckim i francuskim.